# Iveta Bartošová
Iveta Bartošová (Čeladná, 8 de abril de 1966 — Praga, 29 de abril de 2014) foi uma cantora pop da então Checoslováquia e atual República Tcheca.
Atuante desde 1983, recebeu diversas premiações musicais. Sua popularidade foi maior na segunda metade da década de 1980 e no início da década de 1990. 
Além de cantar, ela algumas vezes atuou em filmes e programas de televisão; também pintava e contava histórias para crianças.
Iveta suicidou-se em Praga, jogando-se na frente de um trem em movimento.

## Prêmios
- Rouxinol de Ouro — primeiro lugar no concurso: anos 1986, 1990, 1991
- Rouxinol de Prata — segundo lugar no concurso: anos 1987, 1988, 1989, 1999, 2000
- Rouxinol de Bronze — terceiro lugar no concurso: anos 2001, 2002, 2003

Em diversos anos ela venceu na televisão na categoria cantora — primeira posição: 1991, 1992, 1993, voltando em 2009, e segunda posição nos anos:
1994, 1998, 1999, algumas vezes na terceira posição. Duas vezes foi nomeada com o prêmio anual da Academia de Musica Popular.

## Discografia
- 1985 Knoflíky lásky — "Botões de amor"
- 1987 I.B
- 1989 Blízko nás — "Próximo de nós"
- 1990 Zpívání s Ivetou — "Cantando com Iveta"
- 1990 Closer Now
- 1991 Natur
- 1992 Václavák'
- 1992 Top 13
- 1993 Tobě — "A Você"
- 1994 Malé bílé cosi — "Pequena e branco algo"
- 1996 Medové dny — "Dias de mel"
- 1996 Čekám svůj den — "Eu espero meu dia"
- 1998 Ve jménu lásky — "Em nome do amor"
- 1999 Bílý kámen — "Pedra branca"
- 2000 Jedna jediná — "Só um"
- 2002 Hej pane diskžokej — "Hei! Senhor DJ!"
- 2002 Iveta Bartošová vypráví pohádky Arturovi — "Iveta Bartošová conta fabulas a Artur"
- 2003 Dráhy hvězd — "Orbitas de estrelas"
- 2005 Vánoční Iveta — "A Natalina Iveta"
- 2006 Scházíš mi... — "Você me falta..."
- 2008 Jsem zpátky  — "Eu estou de volta"
- 2008 Platinum Collection
- 2008 Gold Iveta Bartošová
- 2008 22
- 2009 Když ticho zpívá — "Quando o silencio canta"
- 2010 Děkuju vám, andělové — "Anjos, agradeço a vocês"